# Jakob Kehlet
Jakob Kehlet (5 september 1980) is een Deens voetbalscheidsrechter. Hij is in dienst van FIFA en UEFA sinds 2012. Ook leidt hij wedstrijden in de Superligaen.
Op 26 juli 2009 leidde Kehlet zijn eerste wedstrijd in de Deense eerste divisie. De wedstrijd tussen Silkeborg IF en FC Midtjylland eindigde in 4–0. Hij gaf in dit duel drie gele kaarten. Drie jaar later, op 12 juli 2011, floot hij zijn eerste wedstrijd in de UEFA Champions League. Shamrock Rovers en FC Flora Tallinn troffen elkaar in de tweede ronde (1–0). In dit duel deelde de Deense leidsman één gele kaart uit. Zijn eerste wedstrijd in de UEFA Europa League volgde op 19 juli 2012, toen in de tweede ronde Metaloerh Donetsk met 7–0 won van FK Čelik. Kehlet gaf in dit duel tweemaal een gele kaart aan een speler.

## Interlands
| Datum             | Plaats                    | Wedstrijd                       | Uitslag | Competitie             | Kreeg geel | Kreeg voor de tweede keer geel en dus rood | Weggestuurd |
| ----------------- | ------------------------- | ------------------------------- | ------- | ---------------------- | ---------- | ------------------------------------------ | ----------- |
| 16 oktober 2012   | Wenen, Oostenrijk         | Oostenrijk – Kazachstan         | 4 – 0   | WK 2014 kwalificatie   | 4          | 0                                          | 0           |
| 3 juni 2013       | Tallinn, Estland          | Estland – Wit-Rusland           | 0 – 2   | Vriendschappelijk      | 1          | 0                                          | 1           |
| 4 juni 2014       | Reykjavik, IJsland        | IJsland – Estland               | 1 – 0   | Vriendschappelijk      | 5          | 0                                          | 0           |
| 9 juni 2015       | Turku, Finland            | Finland – Estland               | 0 – 2   | Vriendschappelijk      | 3          | 0                                          | 0           |
| 30 mei 2016       | Malmö, Zweden             | Zweden – Slovenië               | 0 – 0   | Vriendschappelijk      | 3          | 0                                          | 0           |
| 6 september 2016  | Loulé, Portugal           | Gibraltar – Griekenland         | 1 – 4   | WK 2018 kwalificatie   | 2          | 0                                          | 0           |
| 9 oktober 2016    | Chisinau, Moldavië        | Moldavië – Ierland              | 1 – 3   | WK 2018 kwalificatie   | 6          | 0                                          | 0           |
| 22 maart 2017     | Edinburgh, Schotland      | Schotland – Canada              | 1 – 1   | Vriendschappelijk      | 0          | 0                                          | 0           |
| 28 maart 2017     | Dublin, Ierland           | Ierland – IJsland               | 0 – 1   | Vriendschappelijk      | 2          | 0                                          | 0           |
| 4 september 2017  | Glasgow, Schotland        | Schotland – Malta               | 2 – 0   | WK 2018 kwalificatie   | 1          | 0                                          | 0           |
| 10 september 2018 | Podgorica, Montenegro     | Montenegro – Litouwen           | 2 – 0   | Nations League 2018/19 | 5          | 0                                          | 0           |
| 16 oktober 2018   | Solna, Zweden             | Zweden – Slowakije              | 1 – 1   | Vriendschappelijk      | 2          | 0                                          | 0           |
| 23 maart 2019     | Sarajevo, Bosnië          | Bosnië en Herzegovina – Armenië | 2 – 1   | EK 2020 kwalificatie   | 1          | 0                                          | 0           |
| 10 oktober 2019   | Moskou, Rusland           | Rusland – Schotland             | 4 – 0   | EK 2020 kwalificatie   | 1          | 0                                          | 0           |
| 31 maart 2021     | Sevilla, Spanje           | Spanje – Kosovo                 | 3 – 1   | WK 2022 kwalificatie   | 1          | 0                                          | 0           |
| 29 mei 2021       | Solna, Zweden             | Zweden – Finland                | 2 – 0   | Vriendschappelijk      | 1          | 0                                          | 0           |
| 6 juni 2021       | Málaga, Spanje            | Noorwegen – Griekenland         | 1 – 2   | Vriendschappelijk      | 0          | 0                                          | 0           |
| 2 september 2021  | Andorra la Vella, Andorra | Andorra – San Marino            | 2 – 0   | WK 2022 kwalificatie   | 4          | 0                                          | 0           |
| 9 juni 2022       | Pristina, Kosovo          | Kosovo – Noord-Ierland          | 3 – 2   | Nations League 2022/23 | 5          | 0                                          | 0           |
| 26 maart 2023     | Vaduz, Liechtenstein      | Liechtenstein – IJsland         | 0 – 7   | EK 2024 kwalificatie   | 4          | 0                                          | 0           |
| 9 september 2023  | Pristina, Kosovo          | Kosovo – Zwitserland            | 2 – 2   | EK 2024 kwalificatie   | 4          | 0                                          | 0           |

Laatst bijgewerkt op 17 oktober 2023.